# Louis Varlez

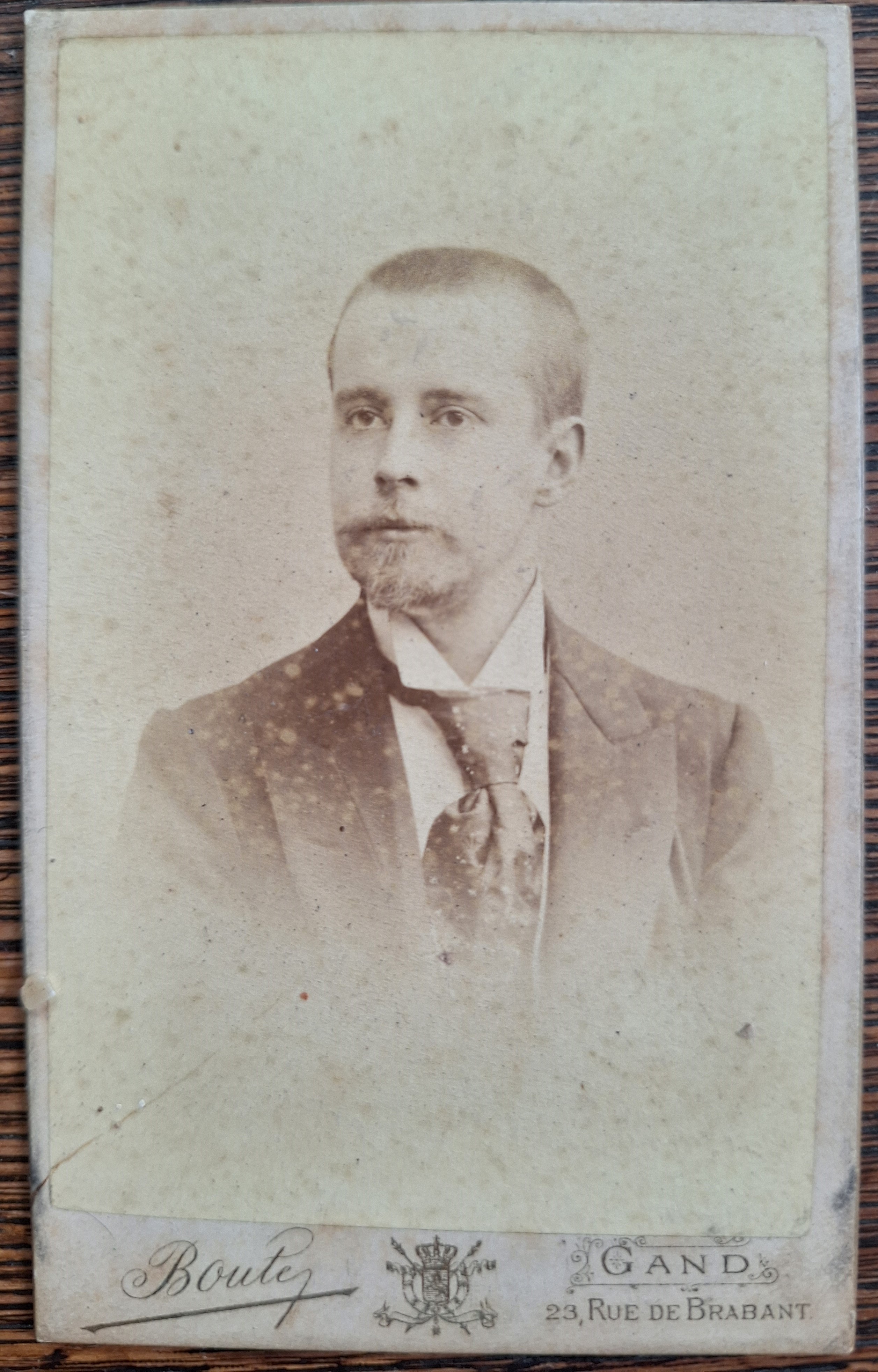
Louis Varlez

Louis Joseph Albert Varlez (Antwerpen, 26 november 1868 - Genève, 20 oktober 1930) was een specialist op het gebied van werkloosheid en migratie.

## Biografie

### Familie
Zijn grootvader Louis Varlez (1792-1874) was een van de eerste homeopathische dokters in België en verzorgde prins Leopold van België (1859-1869), zoon van Leopold II.
Zijn vader Emile Varlez (1830-1885) was procureur des Konings te Mechelen.
Varlez' moeder, Marie Maeterlinck (1843-1917) was een kleindochter van de architect Louis Roelandt (1786-1864) en familie van de schrijver Maurice Maeterlinck (1862-1949). Zijn schoonvader Remi De Ridder (1843-1930) was schepen van onderwijs van Gent en professor aan de Rijksuniversiteit Gent.
Een van zijn schoonzonen was Louis Fredericq (1892-1981), rector van de Rijksuniversiteit Gent, gouverneur van de provincie Oost-Vlaanderen en kabinetschef van Koning Leopold III.
Na zijn studies aan de Vrije Universiteit Brussel werd Louis Varlez advocaat in Gent.

### Werkloosheidsproblematiek
In Gent werd hij een actief lid van de liberale club van economische en sociale studies, gesticht door de professors Albert Carlier en Remi De Ridder, waar hij vooral geïnteresseerd was in de sociale problemen. Hij was bezorgd over het lot van de arbeiders.
Varlez bestudeerde het probleem van de werkloosheid en stelde een oplossing voor. Op zijn initiatief richtte Gent een verzekeringsfonds op (20 oktober 1900). Gent betaalde voortaan de werklozen een subsidie uit naast de reeds bestaande hulp uitgekeerd door de Syndicaten. Dit systeem onder de naam van ‘Gentse systeem’ werd internationaal gevolgd.
In 1906 organiseerde de Società Umanitari in Milaan een internationaal congres ter bestrijding van de werkloosheid. Volgend op een voorstel die Varlez toen deed werd in 1910 de Association internationale pour la lutte contre le chômage opgericht met hoofdzetel te Gent. Hij werd er de algemene secretaris van. Léon Bourgeois werd de voorzitter van deze vereniging.
In 1913 werd Varlez benoemd om op de faculteit rechten van de Rijksuniversiteit Gent de cursus politieke economie, vergelijkende arbeidswetgeving en consulaire wetgeving te geven.
Varlez was na de Eerste Wereldoorlog lid van de Belgische delegatie op de Vredesconferentie van Parijs in 1919.
Hij begon daarna zijn carrière als internationale functionaris. Vanaf 1919 was hij lid van het secretariaat van de Volkerenbond te Londen en participeerde in die hoedanigheid aan de werkzaamheden van de International Labour Conference gehouden in Washington D.C. in 1919.

### Migratieproblematiek

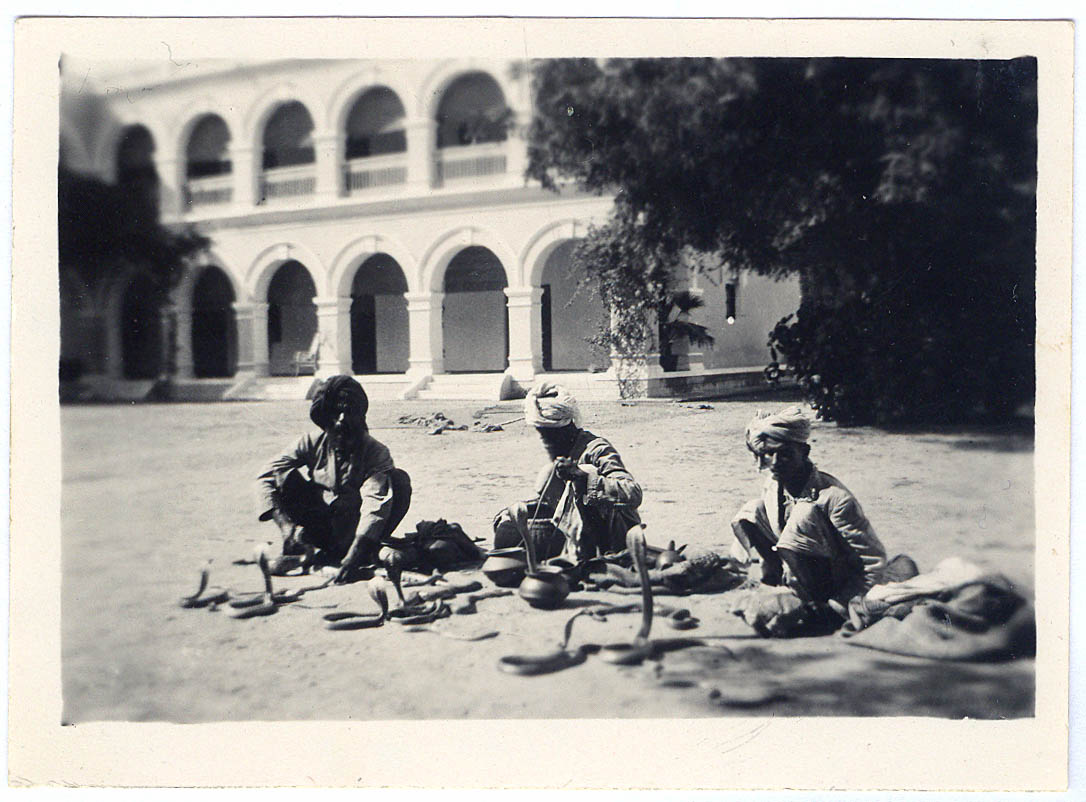
Foto van slangenbezweerders in India, gemaakt door Varlez in 1930

In 1920 nam Varlez de leiding van de dienst van de werkloosheid en migraties van de Internationale Arbeidsorganisatie op zich. Dit deed hij tot in 1928 nadat hij de pensioensleeftijd bereikt had. Desondanks bleef hij meewerken met de Internationale Arbeidsorganisatie als expert. In opdracht van de Internationale Arbeidsorganisatie maakte hij een studiereis rond de wereld om de grote migraties te bestuderen.
Louis Varlez stierf in Genève in 1930 en werd aldaar gecremeerd. Kort voor zijn overlijden maakte hij een tien maanden lange wereldreis met zijn neef - kozijn Lucien Brunin. Diens reisverslag werd in 2013 gepubliceerd door  Liberas.
Er is een Louis Varlezstraat in Gent.
Er is een Louis Varlez vergaderzaal in de Kongostraat te Gent.